# Coriarachne nigrostriata
Coriarachne nigrostriata là một loài nhện trong họ Thomisidae.
Loài này thuộc chi Coriarachne. Coriarachne nigrostriata được Eugène Simon miêu tả năm 1886.